# Serhij Hladyr
Serhij Viktorovyč Hladyr (in ucraino Сергій Вікторович Гладир?; Mykolaïv, 17 ottobre 1988) è un ex cestista e allenatore di pallacanestro ucraino.

## Carriera
È stato selezionato dagli Atlanta Hawks al secondo giro del Draft NBA 2009 (49ª scelta assoluta).
Con l'Ucraina ha disputato i Campionati europei del 2013 e i Campionati mondiali del 2014.

## Palmarès

### Squadra
- Coppa di Francia: 1

Nanterre: 2013-14
- Leaders Cup: 3

Monaco: 2016, 2017, 2018

### Individuale
- MVP Leaders Cup: 1

Monaco: 2017